# Насо Беј (Тексас)
Насо Беј (енгл. Nassau Bay) град је у америчкој савезној држави Тексас. По попису становништва из 2010. у њему је живело 4.002 становника.

## Демографија
Према попису становништва из 2010. у граду је живело 4.002 становника, што је 168 (4,0%) становника мање него 2000. године.
| Група             | 2000.         | 2010.         |
| Белци             | 3.554 (85,2%) | 3.044 (76,1%) |
| Афроамериканци    | 78 (1,9%)     | 138 (3,4%)    |
| Азијати           | 163 (3,9%)    | 142 (3,5%)    |
| Хиспаноамериканци | 262 (6,3%)    | 572 (14,3%)   |
| Укупно            | 4.170         | 4.002         |